# David Hazewinkel
David Hazewinkel (* 8. September 1944 in Detroit, Michigan) ist ein ehemaliger US-amerikanischer Ringer. Er war 1970 Vize-Weltmeister im griechisch-römischen Stil im Bantamgewicht.

## Werdegang
David Hazewinkel begann zusammen mit seinem Zwillingsbruder James an einer Detroiter High School mit dem Ringen. Der größte Erfolg, den er in dieser Zeit errang, war der Sieg bei der High-School-Meisterschaft des Staates Michigan im Jahre 1962, wo er im freien Stil im Fliegengewicht gewann. Er gehörte dem Minnesota Wrestling Club an. Später trat David Hazewinkel in die US-Army ein und konzentrierte sich nunmehr ganz auf den griechisch-römischen Stil. 
Im Jahre 1967 wurde er erstmals US-amerikanischer Meister im griechisch-römischen Stil im Fliegengewicht. Er löste damit seinen Bruder James ab, der diesen Titel 1966 gewonnen hatte. Im gleichen Jahr wurde David Hazewinkel bei der Weltmeisterschaft in Bukarest eingesetzt. Er besiegte bei diesem WM-Debüt Berthold Bitterling aus der DDR, unterlag aber gegen Boško Marinko aus Jugoslawien und Angel Keresow aus Bulgarien und belegte den 11. Platz.
1968 startete er bei den Olympischen Spielen in Mexiko-Stadt im Bantamgewicht. Er besiegte dort u. a. Europameister Christo Traikow aus Bulgarien, unterlag aber gegen Ion Baciu aus Rumänien und den Ägypter Ibrahim El Sayed und belegte in der Endabrechnung den 8. Platz.
Bei der Weltmeisterschaft 1969 im argentinischen Mar del Plata zeigte sich David Hazewinkel stark verbessert. Er siegte dort u. a. über Paul Neff aus der BRD, Christo Traikow und Ion Baciu. Im Finale stand er auch noch dem sowjetischen Sportler Rustem Kasakow gegenüber, gegen den er unterlag. Er belegte damit den 3. Platz und gewann erstmals bei einer internationalen Meisterschaft eine Medaille.
Im Jahre 1970 übertraf er diesen Erfolg noch, denn er wurde in Edmonton Vize-Weltmeister im Bantamgewicht. Im Kampf um den WM-Titel verlor er dabei gegen den Japaner Ikuei Yamamoto.
Bei der Weltmeisterschaft 1971 in Sofia gelangen David Hazewinkel zunächst zwei Siege, dann unterlag er aber seinen alten Rivalen Christo Traikow und Ion Baciu und landete damit auf dem 7. Platz.
Zum Abschluss seiner internationalen Ringerlaufbahn startete er dann noch einmal bei Olympischen Spielen, nämlich 1972 in München. Er verlor dort jedoch beide Kämpfe, die er bestritt, und schied schon nach der 2. Runde aus. Damit erreichte er nur den 18. Platz.
Nach den Olympischen Spielen 1972 in München beendete David Hazewinkel seine internationale Ringerlaufbahn. Er wurde Trainer bei verschiedenen Institutionen der US-Army wie dem Marion Military Institute und in anderen Institutionen wie dem MMI Athletic Departement im Pensacola Christian College.

## Internationale Erfolge
(OS = Olympische Spiele, WM = Weltmeisterschaft, GR = griechisch-römischer Stil, Fl = Fliegengewicht, Ba = Bantamgewicht)
- 1967, 11. Platz, WM in Bukarest, GR, Fl, mit Siegen über Berthold Bitterling, DDR u. Niederlagen gegen Boško Marinko, Jugoslawien u. Angel Keresow, Bulgarien;

- 1968, 8. Platz, OS in Mexiko-Stadt, GR, Ba, mit Siegen über Johnny Nielsen, Dänemark u. Christo Traikow, Bulgarien u. Niederlagen gegen Ion Baciu, Rumänien u. Ibrahim El Sayed, Ägypten;

- 1969, 3. Platz, WM in Mar del Plata, GR, Ba, mit Siegen über Ion Baciu, Christo Traikow, Paul Neff, BRD u. Masao Hattori, Japan u. einer Niederlage gegen Rustem Kasakow, UdSSR;

- 1970, 2. Platz, WM in Edmonton, GR, Ba, mit Siegen über Megdiin Choilogdordsch, Mongolei, Ratko Raipac, Kanada, Othon Moschidis, Griechenland u. Christo Traikow u. einer Niederlage gegen Ikuei Yamamoto, Japan;

- 1971, 7. Platz, WM in Sofia, GR, Ba, mit Siegen über B. Müller, Schweiz, Michel Ballery, Frankreich u. Ali Lachkar, Marokko u. Niederlagen gegen Christo Traikow u. Ion Baciu;

- 1972, 18. Platz, OS in München, GR, Ba, nach Niederlagen gegen Risto Björlin, Finnland u. An Chun-yung, Südkorea

## USA-Meisterschaften
David Hazewinkel wurde US-amerikanischer Meister (AAU-Champion) 1967 im Fliegengewicht und 1969, 1970, 1971 und 1972 im Bantamgewicht, jeweils im griechisch-römischen Stil.